# Georges Legrain

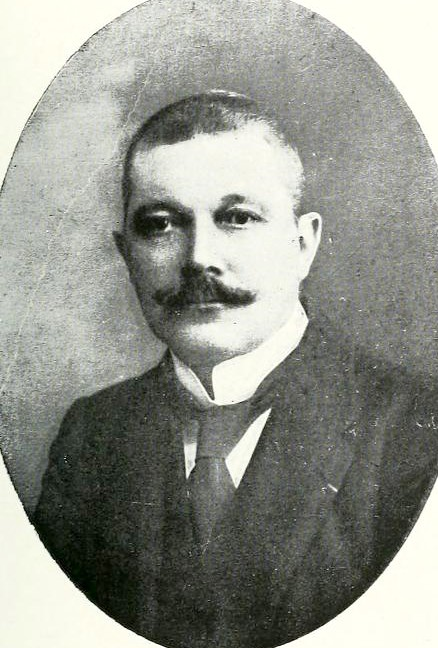
Georges Legrain

Georges Legrain, född 4 oktober 1865 i Paris, död 22 augusti 1917 i Luxor, var en fransk egyptolog.
Legrain studerade egyptologi vid École des hautes études och Collège de France och blev 1889 filosofie doktor på avhandlingen Le livre des transformations.  År 1892 kom han till Egypten, där hans skicklighet som tecknare togs livligt i anspråk. År 1895 fick han i uppdrag att leda restaurationsarbetet på templet i Karnak, vilket blev hans förnämsta uppgift i Egypten. Han bedrev därjämte omfattande vetenskapligt författarskap, varav kan nämnas Catalogue des monuments et inscriptions de l'Egypte antique (I–III, 1894–1909), Statues et statuettes de rois et de particuliers (i "Catalogue general des Antiquités égyptiennes du Musée du Caire", I–III, 1906–14).